# 非洲学

非洲地图

非洲学（African studies）或阿非利加学，是对非洲的研究，尤其是对非洲大陆的文化和社会的研究（与其地质、地理、动物学等相反）。该领域包括对非洲历史（前殖民、殖民、后殖民）、人口学（族群）、文化、政治、经济、语言和宗教（伊斯兰教、基督教、传统宗教）的研究。非洲研究专家通常被称为“非洲学家”（africanist）。 该学科的一个重点是使用插入以非洲为中心的认识和参考方式的批判性镜头来询问传统学科中的认识论方法、理论和方法。
非洲学家认为，有必要将非洲“去异国化”并将其平庸化，而不是将非洲理解为例外化和异国化。近来，非洲学家专注于对非洲研究进行非殖民化，并对其进行重新配置，以通过非洲视角反映非洲的经验。

## 华语世界
研究机构有中国社会科学院西亚非洲研究所、中国非洲研究院（China-African Institute）、浙江师范大学非洲研究院等，学术期刊有《中国非洲学刊》等。